# Cytisus villosus
Cytisus villosus es un arbusto de la familia de las fabáceas.

## Descripción
El escobón negro es un arbusto de hasta 1-2 m de altura, erecto, sin espinas. Ramas jóvenes pentagonales, de vello blanco en los extremos. Hojas con haz glabro y el envés pubescente, con pecíolo de 2-8 mm de longitud, trifoliadas; folíolos oblongo ovalados, los centrales claramente más gruesos que los laterales; sin estípulas . Flores en pedúnculos vellosos de 5-10 mm de longitud, reunidos en número de 1-3 en racimos alargados, con flores en las axilas de las hojas superiores. Corola amarilla; estandarte de 15-18 mm, glabro, con rayas pardas, claramente más corto que la quilla de pico corto; cáliz acampanado, más corto que el pedúnculo de la flor, velloso, bilobulado. Lóbulo superior bidentado. Vainas de 2-4 cm de largo y 4-6 mm de ancho, recubiertas de una pubescencia blanquecina. Florece desde finales del invierno, en primavera y a veces incluso en el verano.

## Hábitat
Bosques, matorrales, prefiere los suelos ácidos, en encinares, alcornocales y quejigares generalmente en lugares sombríos o húmedos y en terrenos silíceos; desde el nivel del mar hasta los 1000 m.

## Distribución
Mediterráneo. En España crece en Cataluña, norte de la Comunidad Valenciana y Andalucía occidental. (Según C. Vicioso tiene un área de distribución que concuerda con la del Quercus canariensis) En el norte de África es la especie más ampliamente distribuida del género, pues aparece aquí y allá desde las montañas del centro y norte de Marruecos hasta los montes del Cabo Bon en Túnez.

## Citología
Números cromosomáticos de Cytisus villosus (Fam. Leguminosae) y táxones infraespecificos: 
2n=48

## Sinonimia
- Cytisus barcinonensis Sennen in Bol. Soc. Ibér. Ci. Nat. 26: 87-88 (1927)
- Cytisus mollis Willd., Enum. Pl. Horti Berol. Suppl. 51 (1814)
- Lembotropis triflora C.Presl in Abh. Königl. Böhm. Ges. Wiss. ser. 5 3: 568 (1845)
- Genista triflora Rouy in Rouy & Foucaud, Fl. France 4: 208 (1897)
- Cytisus triflorus var. glabrescens C.Vicioso in Anales Jard. Bot. Madrid 6: 45 (1946)
- Cytisus triflorus L'Hér., Stirp. Nov. 184 (1791), nom. illeg., non Lam.
- Spartocytisus triflorus Webb in Webb & Berthel., Phytogr. Can. 2: 45 (1842)
- Cytisus nigricans L. (1771), non L.[5]

## Nombres comunes
- Castellano: escobón, escobón negro, ginesta triflora, godua peluda (Castellón).[5]

## Galería

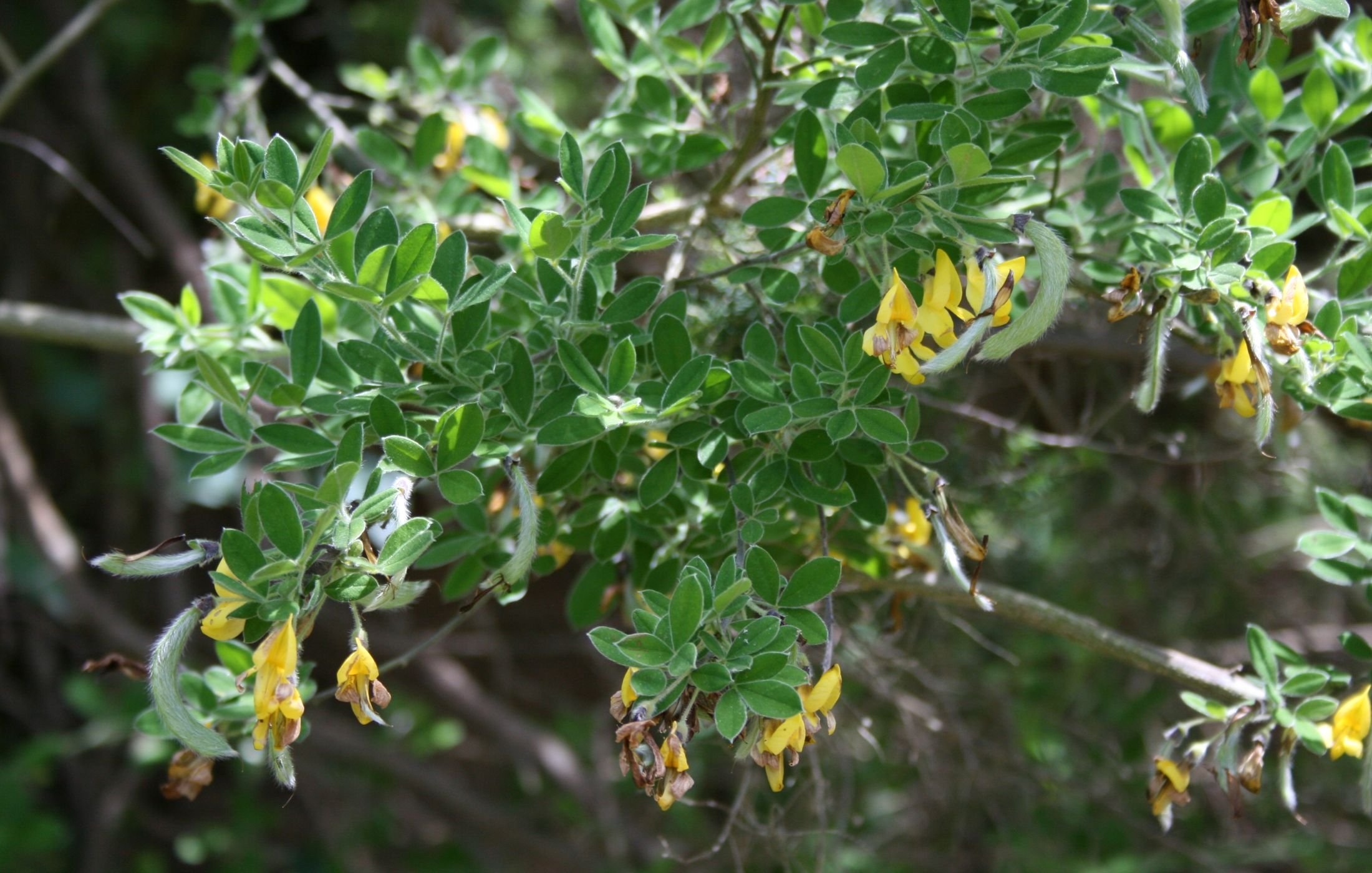
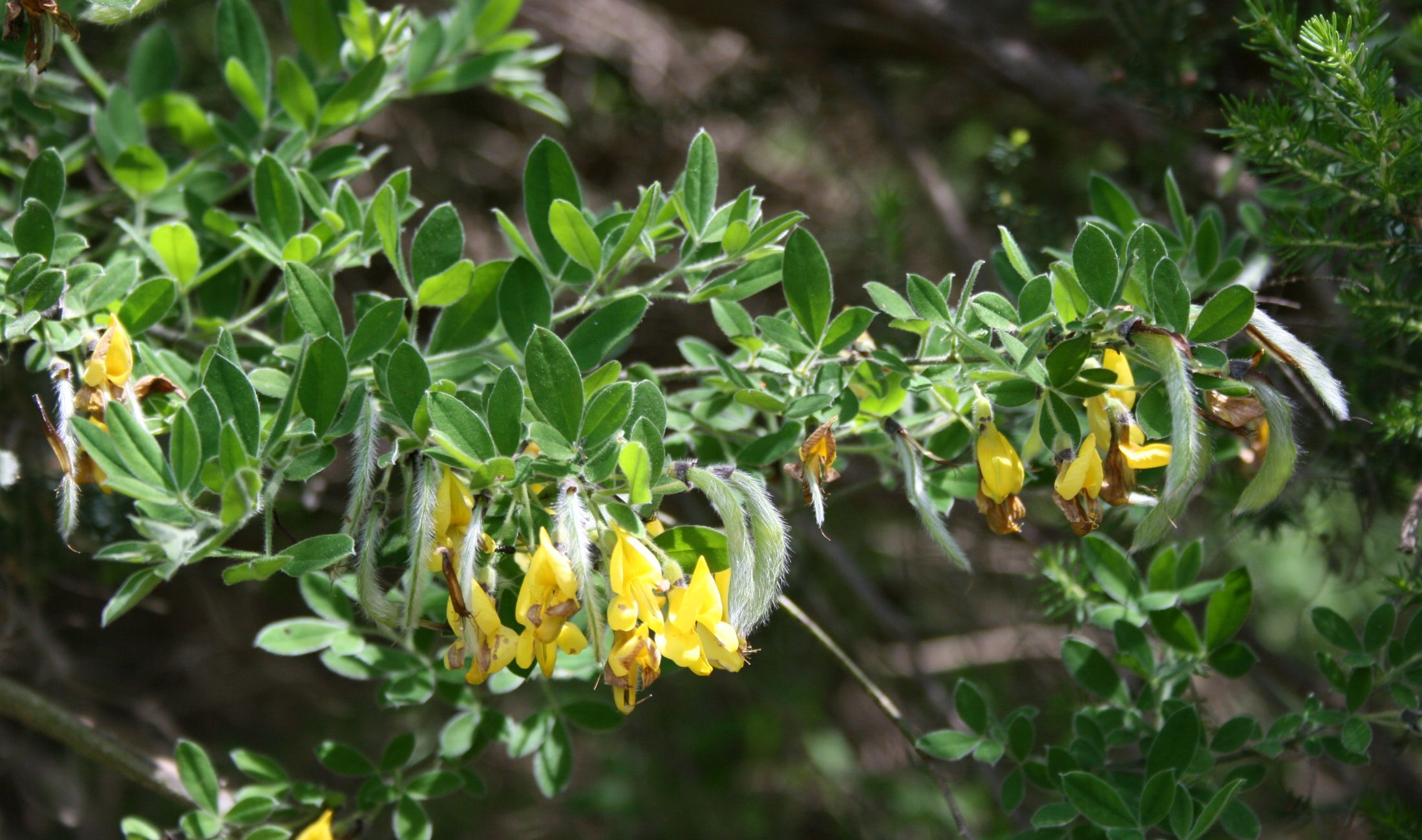
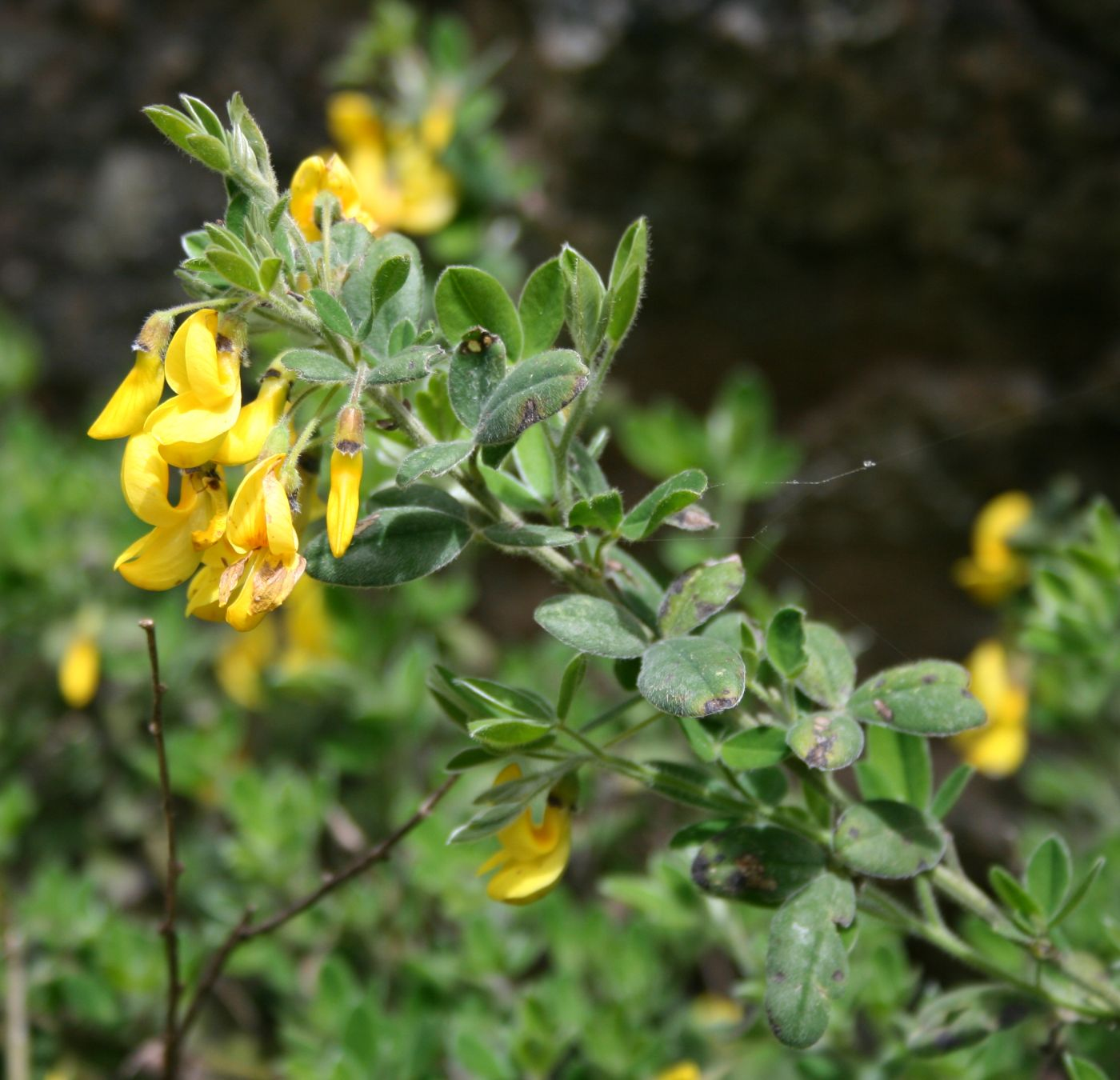

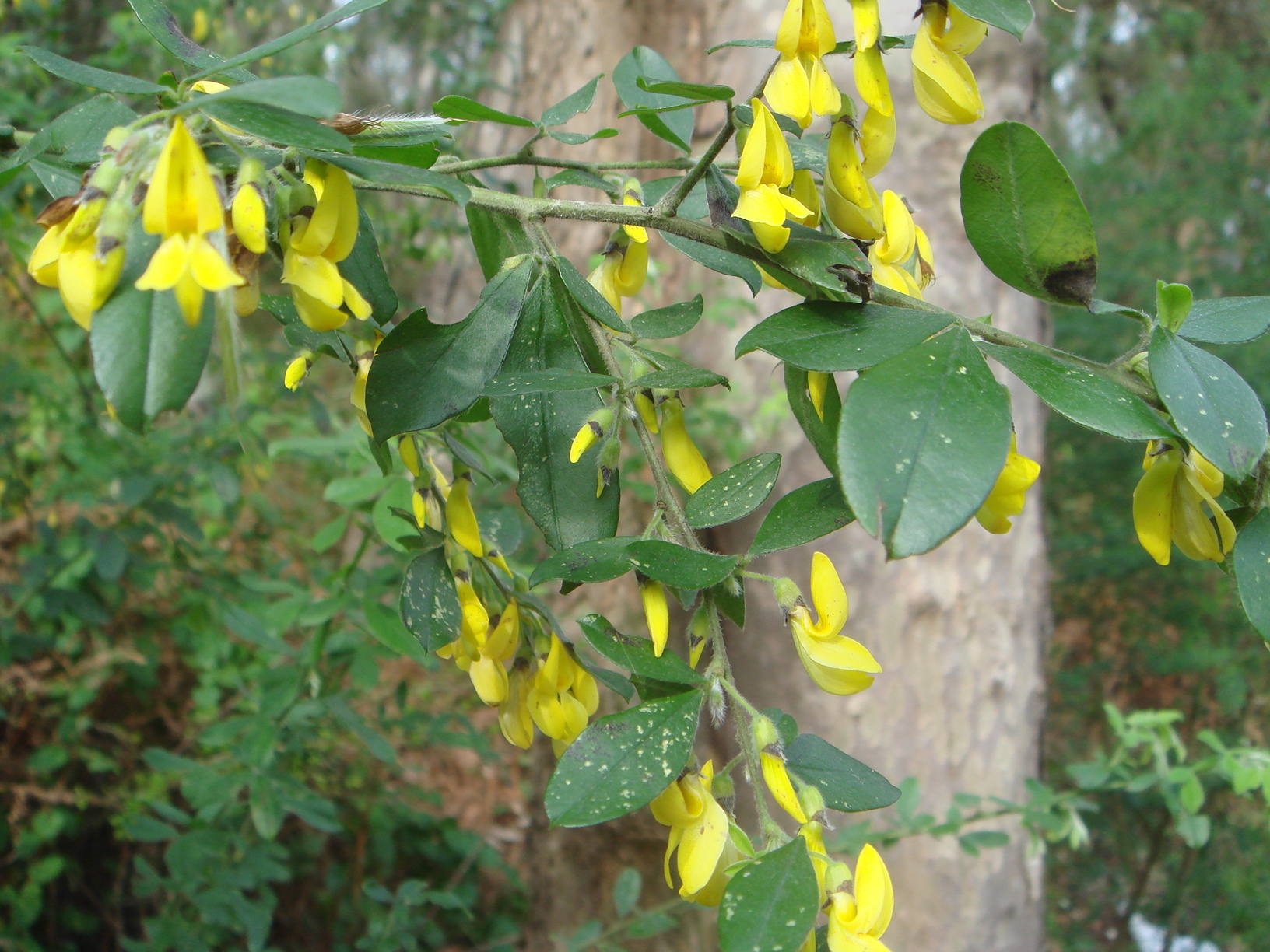
Cytisus villosus España - Ceuta
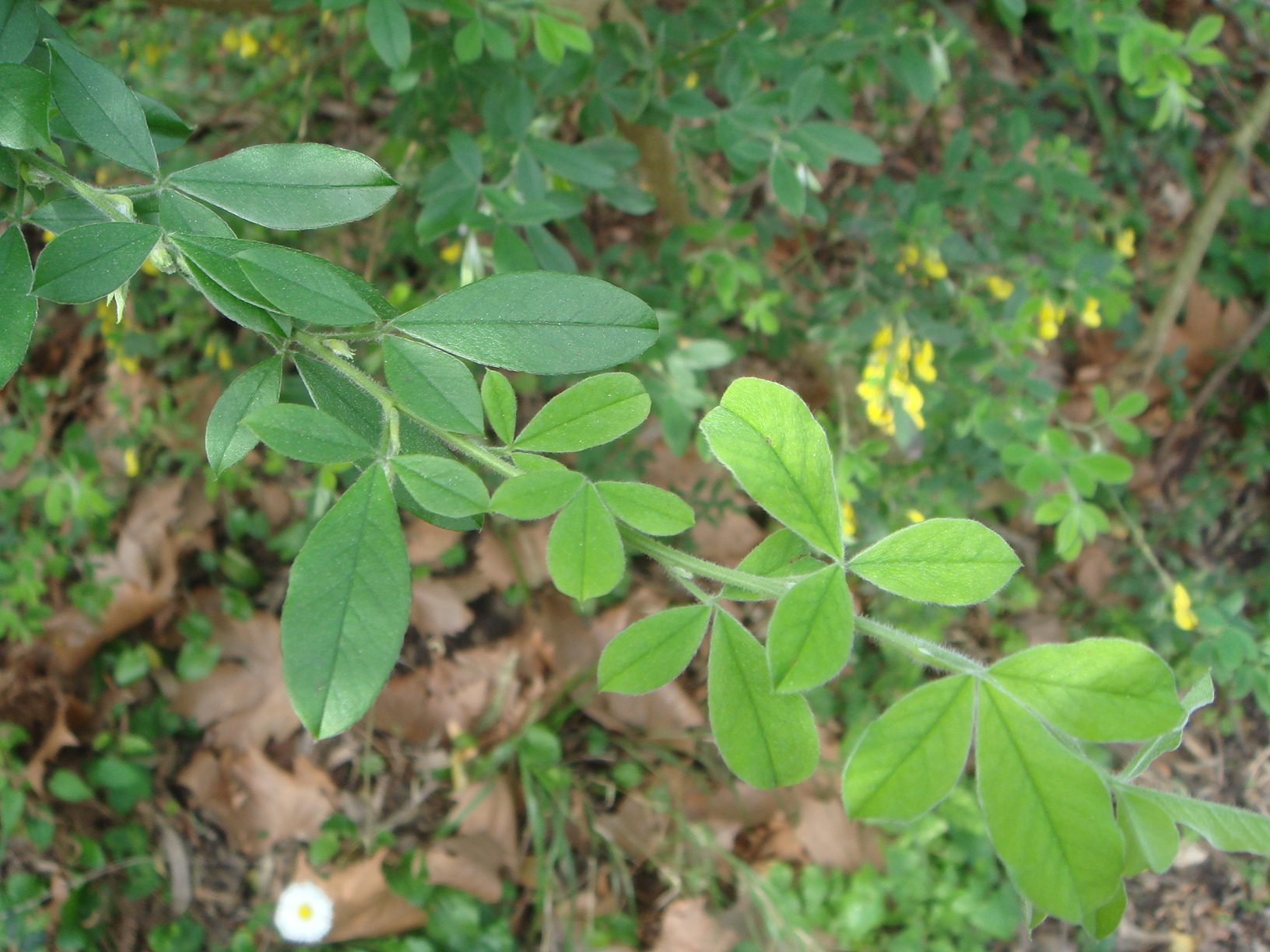
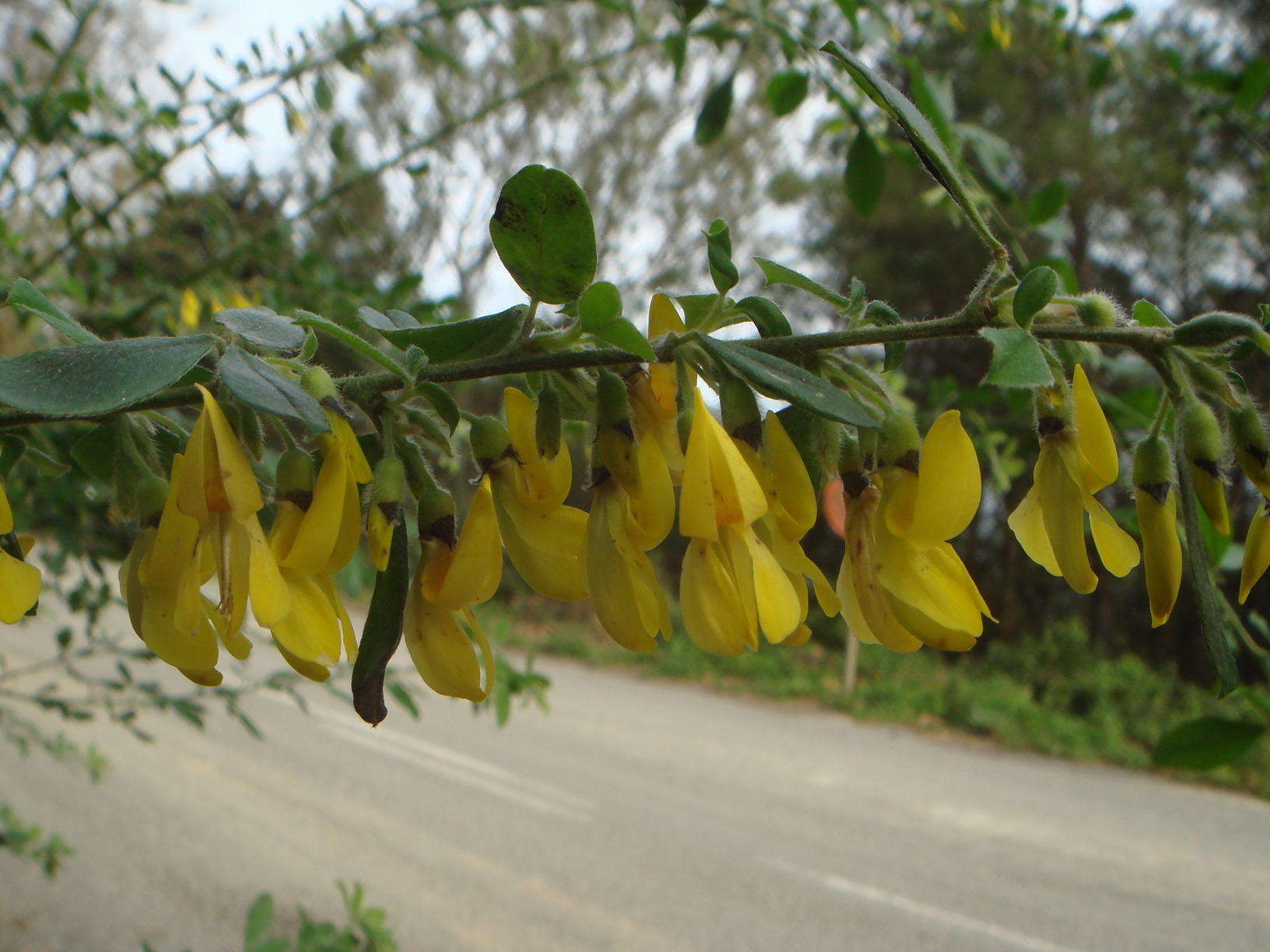